# Nolana leptophylla
Nolana leptophylla là loài thực vật có hoa trong họ Cà. Loài này được (Miers) I.M.Johnst. mô tả khoa học đầu tiên năm 1936.